# Falmarès
Pour les articles homonymes, voir Mohamed Bangoura et Bangoura.
Mohamed Bangoura, dit Falmarès, est un poète guinéen, né le 19 décembre 2001 à Conakry.

## Biographie
En 2016, Falmarès quitte la Guinée, puis, après avoir séjourné au Mali, en Algérie ou encore en Libye, rejoint la France en novembre 2017,.
Cette même année, après qu'il a reçu une obligation de quitter le territoire français, un comité de soutien se met en place. Il obtient alors un titre de séjour valide jusqu'en 2026.
En 2023 sort chez Flammarion son catalogue d’un exilé,,.

## Œuvres
- Soulagements : amours et douleurs, Les Mandarines, 2018, 81 p. (ISBN 978-2-916995-83-0)
- Soulagements, volume 2 : tropiques printaniers, Les Mandarines, 2020, 79 p. (ISBN 978-2-916995-98-4)
- Lettres griotiques, Les Mandarines, 2021, 84 p. (ISBN 978-2-491921-05-7)
- Syli ô Guinée : livre 1, Yigui, 2023, 140 p. (ISBN 978-2-493098-14-6)
- Catalogue d'un exilé  (préf. Nimrod), Flammarion, 2023, 240 p. (ISBN 978-2-08-029114-1)